# Francisco de Toral
Francisco de Toral, O.F.M. (Úbeda-Jaén, 1500/1502 - Mérida, Capitanía de Yucatán, Nueva España 1571) fue un misionero franciscano en Nueva España y el primer obispo de Yucatán.

## Biografía
De Toral fue ordenado sacerdote en la Orden de los Frailes Menores. El 19 de noviembre de 1561 Francisco de Toral fue nombrado por el Papa Pío IV primer obispo de la Diócesis de Yucatán y consagrado obispo el 24 de mayo de 1562 por Sancho Díaz de Trujillo, Obispo Auxiliar de Plasencia, con Fernando de Villagómez, Obispo de Tlaxcala. , y Juan de Vaca, Obispo de Panamá, en calidad de co-consagradores.
Como parte de su esfuerzo por cristianizar a los indios de la Nueva España, Toral aprendió a hablar los idiomas náhuatl y popoloca, y compiló un diccionario y gramática de la lengua popolacana. También encargó a fray Bernardino de Sahagún la creación de la Historia General de las Cosas de Nueva España. En Yucatán encargó una investigación sobre los presuntos abusos de Diego de Landa contra la población maya, empleando a Gaspar Antonio Chi de intérprete. El proceso que inició contra fray Diego Landa terminaría con la absolución de éste, quien además sería el segundo obispo de Yucatán tras el propio Toral. Se afirmó que los mayas estaban quemando cruces y que se hacían sacrificios humanos en la iglesia. Finalmente, los mayas fueron considerados inocentes por falta de pruebas. Francisco de Toral pidió que se rescindiera el permiso misionero de Landa, pero su solicitud fue denegada. Tras esta negación, se trasladó a la Ciudad de México y donde residió hasta su fallecimiento el 20 de abril de 1571.

## Experiencias en Yucatán
Unos años antes de la llegada de Toral a Yucatán, había llegado Landa, en 1549. Este ordenó la destrucción de más de 20,000 objetos mayas, que determinó eran imágenes de culto en la región por aquel entonces. Además de supervisar la destrucción de estos objetos, torturó activamente a los mayas para obtener confesiones de idolatría. Los mayas que confesaron adorar ídolos se enfrentaron a severas penas, que iban desde la flagelación hasta diez años de trabajos forzados por delitos menores.
Toral llegó en 1562 a una provincia que se encontraba en un gran estado de agitación. Había una gran controversia entre los mayas y los funcionarios del gobierno secular con respecto al trato que Landa daba a los indios supuestamente idólatras. Toral quedó impactado por los métodos violento de los frailes franciscanos en su labor misionera. Consideraban que el clero tenía el derecho y el deber de castigar físicamente a los mayas que se resistían a la conversión. Toral dudaba de que las confesiones que Landa obtuvo fueran legítimas y consideraba que los castigos impuestos eran una respuesta exagerada a la situación que se vivía. A los ojos de Toral, Landa asumía competencias que no le correspondían según su trabajo de misionero perdicador. Este conflicto abrió un período de desconfianza entre Toral y los frailes franciscanos de Yucatán.
En respuesta a estos hechos, en 1563, Toral obligó a Landa a regresar a España para que respondiera a las acusaciones que se formularon contra él por su modo de proceder con los indios. Cuando Toral comenzó a ejercer su autoridad, liberó a cientos de mayas que Landa había encarcelado. Bajo su supervisión solo se investigaron los casos más graves de idolatría, e incluso esos casos se penaron con sentencias bastante leves. Además de esto, Toral comenzó a cooperar más con las autoridades seculares locales para que su orden religiosa fuera lo más efectiva posible. Sacó al clero misionero franciscano de la administración de justicia eclesiástica, instando a su clero secular a usar la persuasión verbal para alejar a los mayas de la idolatría.
La desconfianza de Toral hacia los franciscanos y su impotencia para controlar a los frailes que aún ostentaban la autoridad generó una gran tensión entre él, la orden franciscana y las autoridades del gobierno local, a saber, el gobernador Luis de Céspedes y Oviedo. El gobernador Céspedes presentó cargos en su contra por usurpar la jurisdicción real a medida que la animosidad hacia él como autoridad religiosa comenzó a crecer. Landa finalmente fue absuelto de sus cargos en 1569. Después de esto y sus continuos dilemas en Yucatán, Toral solicitó que lo destinaran para servir en la Ciudad de México antes de finalmente abdicar de su cargo en 1570 y morir en México.